# 글리치 아트

마이클 베탄코트의 글리치 비디오의 애니메이션 영상 예시. 화면 테스트에 사용된 인물은 메이 머리이다.

글리치 아트(Glitch art)는 디지털 데이터를 손상시키거나 전자 장치를 물리적으로 조작하여 미학적 목적으로 디지털 또는 아날로그 오류를 사용하는 관행이다. 글리치는 렌 라이의 영화 어 컬러 박스(A Color Box, 1935), 백남준의 비디오 조각 작품 TV 마그넷(TV Magnet, 1965), 코리 아크에인절(Cory Arcangel)의 파나소닉 TH-42PWD8UK 플라스마 스크린 번(2007)과 같은 현대 작품과 같은 시각 예술에 나타난다.

## 용어의 역사
기술적인 용어로, 글리치는 특히 소프트웨어, 비디오 게임, 이미지, 비디오, 오디오 및 기타 디지털 가공물에서 발생하는 오작동으로 인한 예상치 못한 결과이다. 미디어 아트에 사용된 글리치의 초기 예로는 제이미 펜턴(Jamie Fenton)과 라울 자리츠키가 제작한 디지털 TV 디너(Digital TV Dinner, 1978)와 딕 에인스워스(Dick Ainsworth)가 글리치 오디오를 사용한 작품이 있다. 이 영상은 발리(Bally) 비디오 게임 콘솔을 조작하고 그 결과를 비디오테이프에 기록하여 제작되었다.
글리치라는 용어는 실험적/잡음/일렉트로니카 장르를 설명하기 위해 90년대 중반 음악과 연관되기 시작했다(글리치 (음악) 문서 참고). 얼마 지나지 않아 VJ와 다른 시각 예술가들이 글리치를 디지털 시대의 미학으로 받아들이기 시작하면서 글리치 아트는 시각 예술의 총체를 지칭하게 되었다.

## 같이 보기
- 상의 일그러짐
- 글리치 (음악)
- 넷 아트
- 미디어 아트
- 와비·사비